# Јелена Тијанић Савић
Јелена Тијанић Савић (Ужице, 1976) српска је сликарка и ликовни педагог. Члан је Удружења ликовних уметника примењених уметности и дизајнера Србије (УЛУПУДС).

## Биографија
Рођена је 28. фебруара 1976. године у Ужицу, где је завршила основну школу и гимназију. Дипломирала је 2001. године на Факултету примењених уметности у Београду, одсек Зидно сликарство, у класи професора Слободана Ђуричковића. Била је стипендиста Владе Норвешке. На истом факултету уписала је постдипломске студије и магистрирала 2005. године из области мозаика, на тему „Истраживање линеарних ритмова у техници мозаика са употребом различитих материјала”.
Учесник је великог броја ликовних колонија и руководилац два међународна уметничка кампа у Косјерићу и Сплиту. Била је координатор ликовне радионице и предавач и учесник у пројекту уметничке размене на St. Edwards College Malta, 2006. године. Учествовала је на првој уметничкој манифестацији Belgrade Open Art 2013. године. Била је ангажована у изради мозаика на Саборној цркви у Београду.
Као наставник предмета ликовна култура ангажована је на хоспитовању студената од 2012. године у оквиру редовногстудијског предмета Методика ликовног васпитања и образовања на Факултету ликовних уметности и Факултету примењених уметности у Београду.

## Изложбе
Излагала је на више самосталних и групних изложби у земљи и иностранству. Имала је тридесет и девет самосталних изложби и излагала на око шездесет групних изложби у Србији и иностранству.
Самосталне изложбе
- 1994.

Галерија Клуба Војске Југославије Херцег Нови,
Галерија Арт клуба Ужице
- 2001.

Градска галерија Ужице,
Градска галерија Ариље
- 2002.

Галерија Дома културе Чачак,
Галерија Понтес центра Крк,
Арт нет клуб Загреб
- 2003.

Галерија 73 Београд
- 2005.

Галерија Тијанића воденица Шљивовица
- 2007.

Галерија Чигота Златибор
- 2009.

Галерија кафе Blowup bar, Београд
- 2011.

Музеј Херцеговине Требиње
- 2012.

Галерија Чигота Златибор
Музеј Старо село Сирогојно
Дом омладине Београд
- 2013.

Галерија Српског културног центра Будимпешта
- 2014.

Хотел „Платани” Требиње
Галерија Београдске тврђаве Београд
- 2016.

Установа културе Палилула Београд
Галерија Учитељског факултета Ужице
Дом културе Чачак
Народни музеј Ужице
- 2018.

Српски културни центар Пула
Завод за културни развитак Београд
Градска галерија Ариље
- 2019.

Галерија Матица исељеника Срба и Срба у региону Београд
- 2020.

Легат Милића од Мачве, Крушевац
- 2021.

Културни центар Златибор, изложба „Три приче”
Галерија Културног центра Параћин, изложба „Три приче”
- 2022.

Галерија Полет, Београд
Галерија „Тачка сусретања” Вршац
Галерија Прометеј Нови Сад
Дом културе Кучево
- 2023.

Градска галерија Ариље
Галерија Сингидунум Београд, изложба „Сва моја лица”
Галерија Савремене уметности, Пожаревац, „ЈОЈ”
- 2024.

Културни центар Златибор, „Сва моја сећања“
Алтернативни културни центар „Полигон”, Косјерић
Културни центар Босне и Херцеговине, Сарајево

## Награде и признања
- 2010. Друга награда на изложби „Малог формата”, Галерија Сингидунум, Београд
- 2011. Годишња награда за изузетан допринос у ликовном изразу на изложби „Реално – надреално”, Арт центар Београд
- 2013. Награда Арте групе за изложбу године
- 2018. Похвала на изложби „Прво међународно тријенале портрета и аутопортрета”, Меморијална галерија „Душан Старчевић”, Смедеревска Паланка
- 2022. Похвала на међународном такмичењу „Буђење”, Галерија „Диварт”, Београд
- 2023. Похвала, изложба „Жена”, Галерија „Диварт”, Београд

## Галерија
Циклус Балканска рапсодија
- Путујуће куће, акрилик на платну, 120х100цм, 2008.
- Буђење природе, акрил на платну, 100х70цм, 2014.

Циклус Плес
- Плес на месечини, уље на платну, 80х100цм, 2020.
- Загрљај, уље на платну, 80х100цм, 2020.

Циклус Сва моја лица
- Она која има штит, акварел, 50Х70цм, 2023.
- Ћутање у плавом, акварел-оловка, 50х70цм, 2023.
- Идентитет, акварел-оловка, 50х70цм, 2023.

Циклус Сва моја осећања
- Чувар дома, уље на платну, 80x130цм, 2023.
- Моја путујућа кућа, акрил на платну, 80x120цм, 2024.
- `Врели летњи дан, акрилик на платну, 80x100цм, 2024.